# Chlorotalpa
Genre
Le genre Chlorotalpa regroupe des mammifères connus sous le nom de taupes dorées.

## Liste des genres
Ce genre de taupes dorées comprend les espèces suivantes :
- Chlorotalpa arendsi Lundholm, 1955
- Chlorotalpa duthieae (Broom, 1907)
- Chlorotalpa leucorhina (Huet, 1885) - taupe dorée du Congo
- Chlorotalpa sclateri (Broom, 1907)
- Chlorotalpa tytonis (Simonetta, 1968)

### SelonITIS
- Chlorotalpa duthieae (Broom, 1907)
- Chlorotalpa sclateri (Broom, 1907)